# Botanophila fugax
Botanophila fugax este o specie de muște din genul Botanophila, familia Anthomyiidae. A fost descrisă pentru prima dată de Johann Wilhelm Meigen în anul 1826. Conform Catalogue of Life specia Botanophila fugax nu are subspecii cunoscute.